# Untereisesheim
Untereisesheim – miejscowość i gmina w Niemczech, w kraju związkowym Badenia-Wirtembergia, w rejencji Stuttgart, w regionie Heilbronn-Franken, w powiecie Heilbronn, wchodzi w skład wspólnoty administracyjnej Neckarsulm. Leży nad Neckarem, ok. 8 km na północ od Heilbronn, przy autostradzie A6.

## Galeria

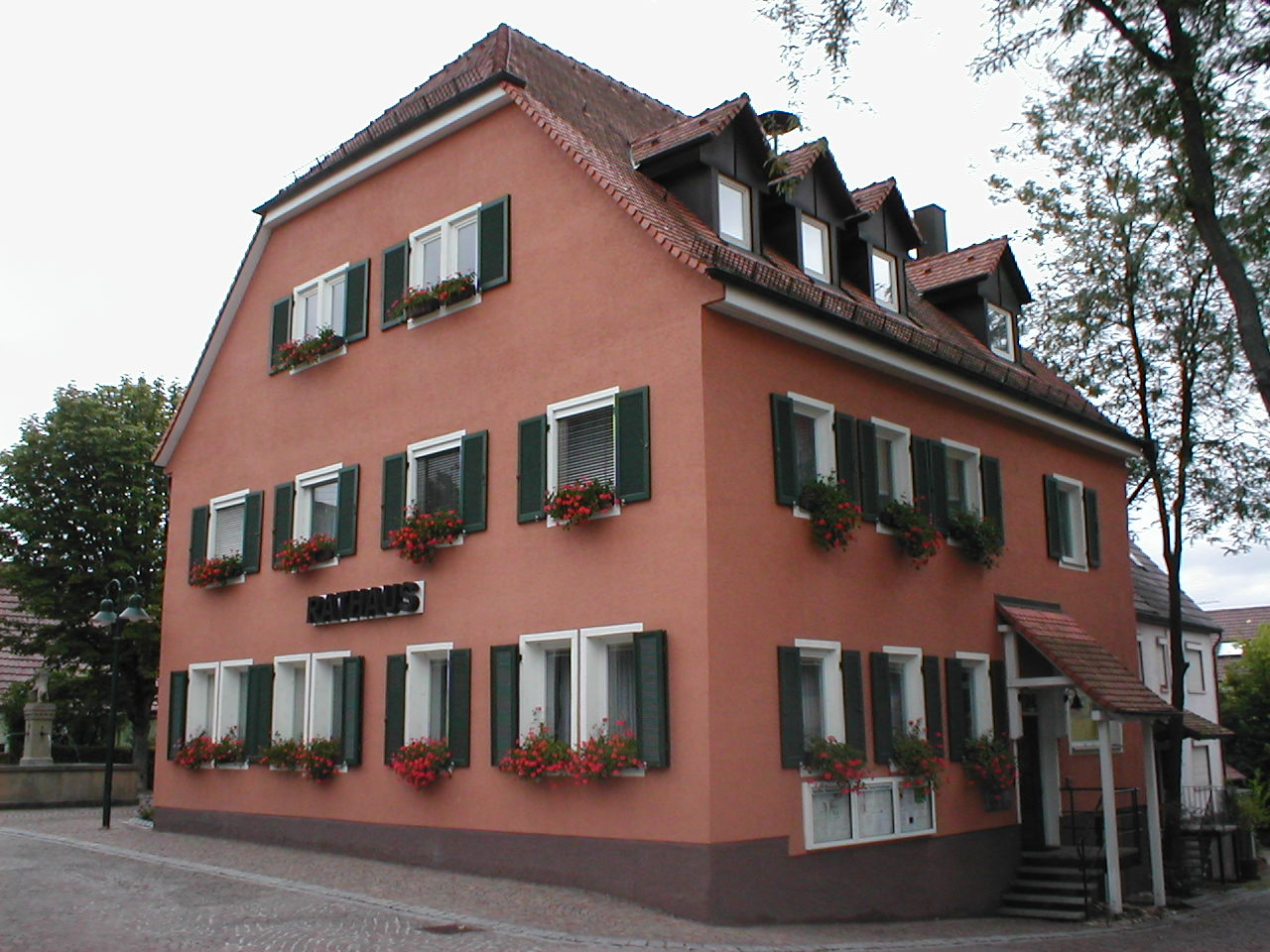
Ratusz
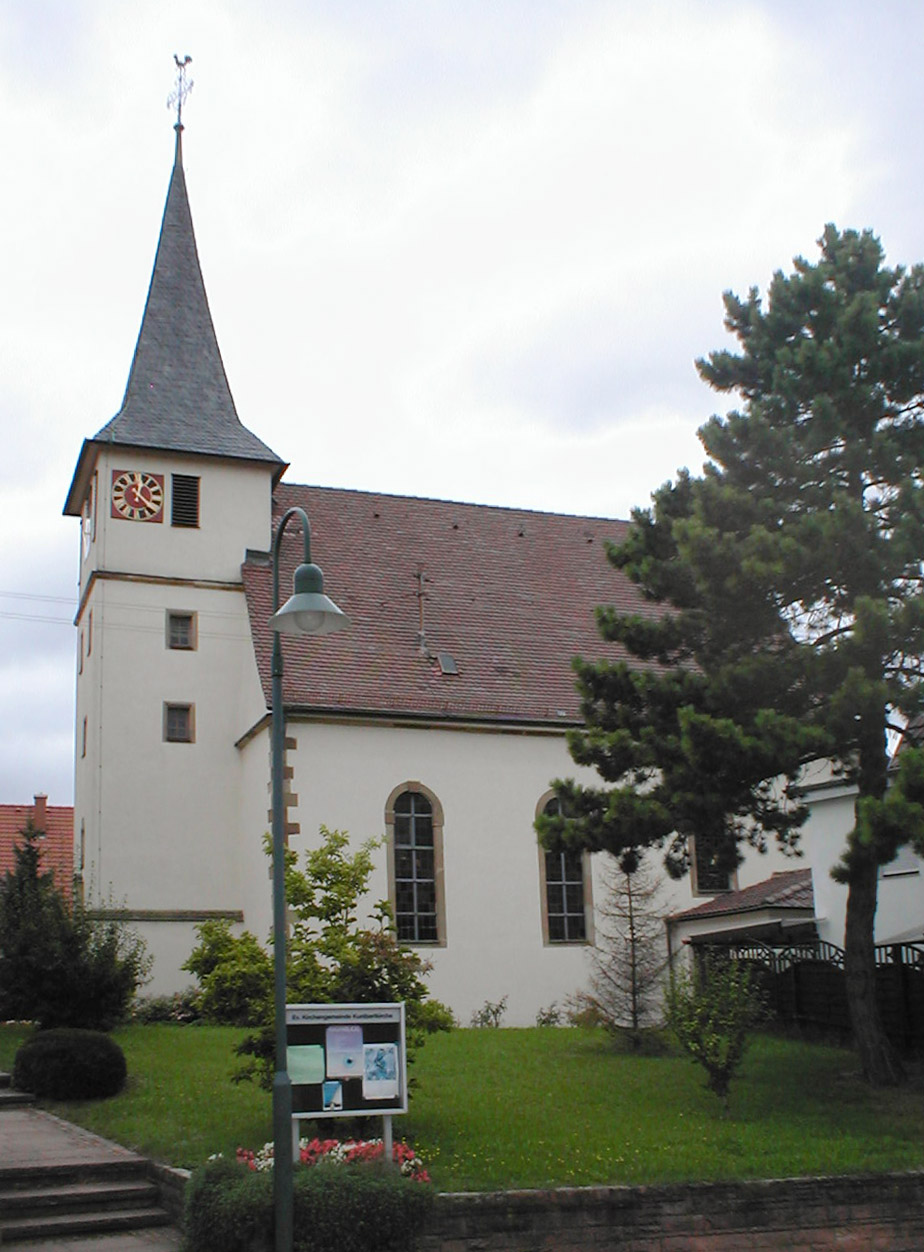
Kościół ewangelicki z 1738
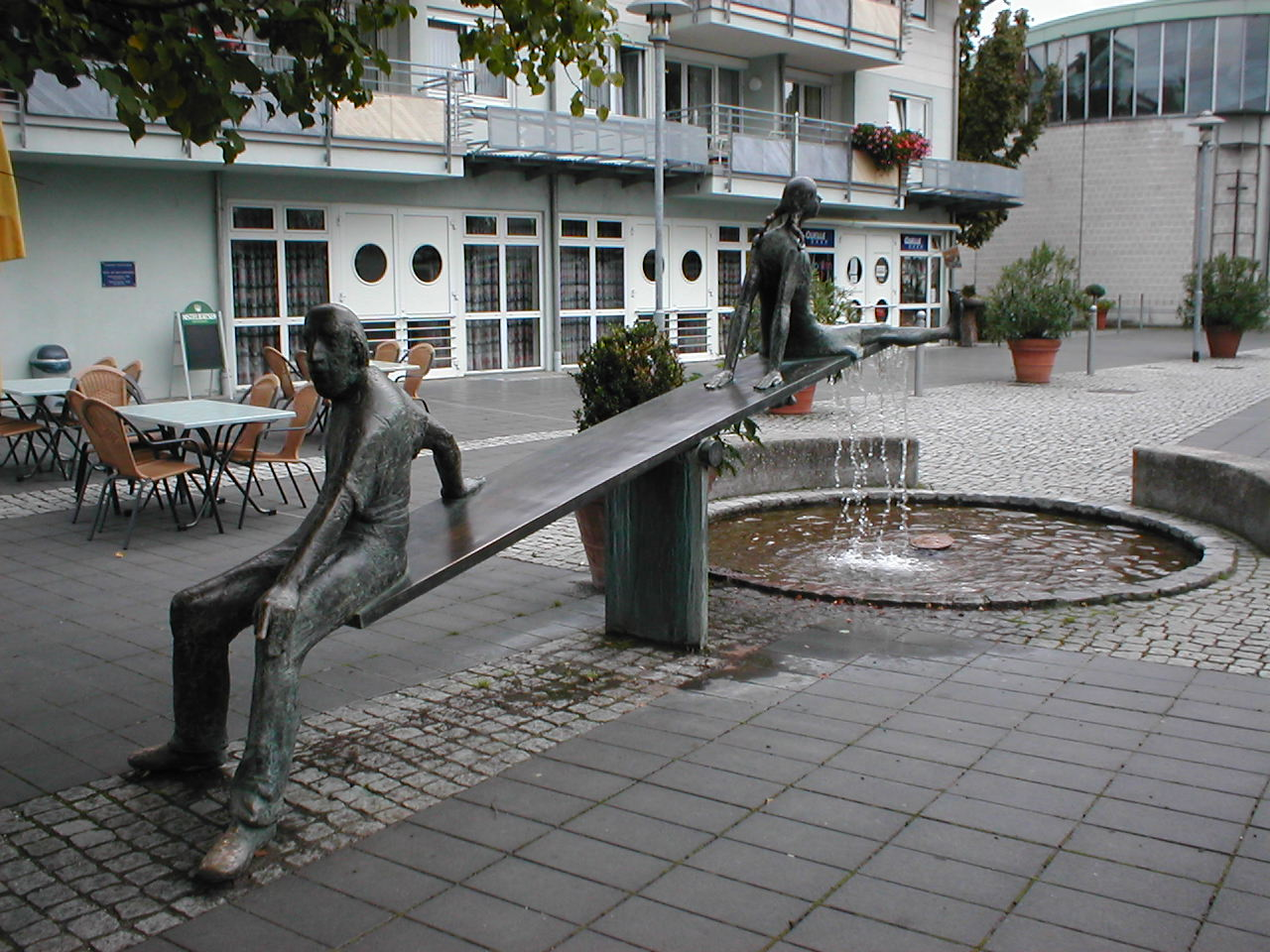
Fontanna